# Tashkent Open 2016
Tashkent Open 2016 тенісний турнір, що проходив на відкритих кортах з твердим покриттям. Належав до категорії International у рамках Туру WTA 2016. Це був 18-й за ліком Tashkent Open. Відбувся в Ташкенті (Узбекистан). Тривав з 26 вересня до 1 жовтня 2016 року.

## Очки і призові

### Нарахування очок
| Дисципліна       | П   | Ф   | ПФ  | ЧФ | 1/8 | 1/16 | Q   | Q2  | Q1  |
| Одиночний розряд | 280 | 180 | 110 | 60 | 30  | 1    | 18  | 12  | 1   |
| Парний розряд    | 280 | 180 | 110 | 60 | 1   | Н/Д  | Н/Д | Н/Д | Н/Д |

### Призові гроші
| Дисципліна       | П       | Ф       | ПФ      | ЧФ     | 1/8    | 1/161  | Q2     | Q1   |
| Одиночний розряд | $43,000 | $21,400 | $11,500 | $6,200 | $3,420 | $2,220 | $1,285 | $750 |
| Парний розряд *  | $12,300 | $6,400  | $3,435  | $1,820 | $960   | Н/Д    | Н/Д    | Н/Д  |

1 Кваліфаєри отримують і призові гроші 1/16 фіналу

* на пару

## Учасниці основної сітки в одиночному розряді

### Сіяні
| Країна          | Гравчиня         | Рейтинг1 | Сіяна |
| --------------- | ---------------- | -------- | ----- |
| Швеція          | Юганна Ларссон   | 45       | 1     |
| Бельгія         | Кірстен Фліпкенс | 58       | 2     |
| Туреччина       | Чагла Бююкакчай  | 64       | 3     |
| Японія          | Нао Хібіно       | 76       | 4     |
| Японія          | Курумі Нара      | 78       | 5     |
| Україна         | Леся Цуренко     | 80       | 6     |
| Румунія         | Сорана Кирстя    | 85       | 7     |
| Велика Британія | Наомі Броді      | 87       | 8     |
| Чехія           | Деніса Аллертова | 89       | 9     |

- 1 Рейтинг подано станом на 19 вересня 2016

### Інші учасниці
Нижче наведено учасниць, які отримали вайлдкард на участь в основній сітці:
- Комола Умарова
- Донна Векич
- Даяна Ястремська

Нижче наведено гравчинь, які пробились в основну сітку через стадію кваліфікації:
- Хірото Кувата
- Тереза Мартінцова
- Сабіна Шаріпова
- Іпек Сойлу

Як щасливий лузер в основну сітку потрапили такі гравчині:
- Сопія Шапатава

### Знялись з турніру
До початку турніру
- Яна Чепелова → її замінила  Сара Соррібес Тормо
- Маргарита Гаспарян → її замінила  Патрісія Марія Тіг
- Сє Шувей → її замінила  Амра Садікович
- Юганна Ларссон → її замінила  Сопія Шапатава
- Галина Воскобоєва → її замінила  Крістина Плішкова

### Завершили кар'єру
- Франческа Ск'явоне
- Леся Цуренко

## Учасниці основної сітки в парному розряді

### Сіяні
| Країна     | Гравчиня        | Країна    | Гравчиня            | Рейтинг1 | Сіяна |
| ---------- | --------------- | --------- | ------------------- | -------- | ----- |
| Україна    | Людмила Кіченок | Україна   | Надія Кіченок       | 129      | 1     |
| США        | Ніколь Мелічар  | Таїланд   | Варатчая Вонгтінчай | 149      | 2     |
| Нідерланди | Демі Схюрс      | Чехія     | Рената Ворачова     | 166      | 3     |
| Румунія    | Ралука Олару    | Туреччина | Іпек Сойлу          | 192      | 4     |

- 1 Рейтинг подано станом на 19 вересня 2016

### Інші учасниці
Нижче наведено пари, які отримали вайлдкард на участь в основній сітці:
- Аріна Фолц /  Комола Умарова
- Поліна Меренкова /  Даяна Ястремська

## Переможниці

### Одиночний розряд
- Крістина Плішкова —  Нао Хібіно, 6–3, 2–6, 6–3

### Парний розряд
- Ралука Олару /  Іпек Сойлу —  Демі Схюрс /  Рената Ворачова, 7–5, 6–3